# Liste deutscher Adelsgeschlechter/Q
| Name        | Zeitraum                     | Anmerkungen | Wappen                     |
| ----------- | ---------------------------- | --- | -------------------------- |
| Quaditz     | 1384–1530                    | erloschenes westfälisches Adelsgeschlecht |                            |
| Quadt       | seit 1262                    | niederrheinisches Uradelsgeschlecht; 1620 Reichsfreiherrenstand für das Gesamtgeschlecht; 1752 Reichsgrafenstand, 1901 bayerischer Fürstenstand für die ältere Linie. 1786 preußischer Grafenstand für die mittlere Linie |                            |
| Qualen      | vor 1226 bis 19. Jahrhundert | altes, holsteinisches Adelsgeschlecht |                            |
| Quarient    | vor 1460                     | aus der Gegend von Verona stammendes tirolerisches Adelsgeschlecht, welches 1704 in den österreichischen Herrenstand aufgenommen wurde                                                                                    |                            |
| Quast       | seit 1315                    | anhaltischer Uradel |                            |
| Queis       | seit 14. Jh.                 | Adelsgeschlecht aus der Lausitz | Ostpreußen Beeskow-Storkow |
| Querfurt    | 974–1496                     | edelfreies, heute erloschenes Geschlecht, das sich nach der Burg Querfurt (Saalekreis) nannte |                            |
| Quernheim   | seit 1217                    | westfälisches Adelsgeschlecht |                            |
| Questenberg | 1275                         | erloschenes Ministerialengeschlecht aus Thüringen; 1627 Freiherrenstand, 1696 Grafenstand |                            |
| Quistorp    | seit 1364                    | aus Holstein stammendes und in Mecklenburg-Vorpommern ansässiges Geschlecht; 1782/1792 Adelsstand |                            |
| Quitzow     | seit 1271                    | Uradelsgeschlecht aus der Mark Brandenburg |                            |